# Gran Premi de Singapur del 2008

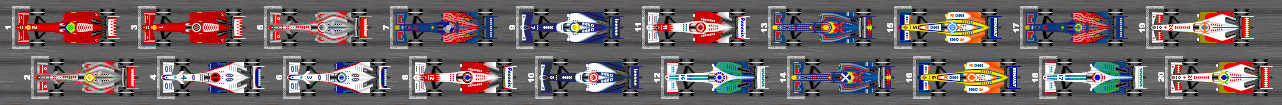
Posicions de sortida.

La cursa del Gran Premi de Singapur de Fórmula 1 ha estat la quinzena cursa de la temporada 2008 i s'ha disputat al Circuit de Singapur, el 28 de setembre del 2008.
Ha estat la primera cursa nocturna de la història de la F1.

## Qualificació per la graella
| Pos | No | Pilot                | Constructor           | Part 1      | Part 2      | Part 3   | Pos. final |
| --- | -- | -------------------- | --------------------- | ----------- | ----------- | -------- | ---------- |
| 1   | 2  | Felipe Massa         | Ferrari               | 1:44.519    | 1:44.014    | 1:44.801 | 1          |
| 2   | 22 | Lewis Hamilton       | McLaren - Mercedes    | 1:44.501    | 1:44.932    | 1:45.465 | 2          |
| 3   | 1  | Kimi Räikkönen       | Ferrari               | 1:44.282    | 1:44.232    | 1:45.617 | 3          |
| 4   | 4  | Robert Kubica        | BMW Sauber            | 1:44.740    | 1:44.519    | 1:45.779 | 4          |
| 5   | 23 | Heikki Kovalainen    | McLaren - Mercedes    | 1:44.311    | 1:44.207    | 1:45.873 | 5          |
| 6   | 3  | Nick Heidfeld        | BMW Sauber            | 1:45.548    | 1:44.520    | 1:45.964 | 9¹         |
| 7   | 15 | Sebastian Vettel     | Toro Rosso - Ferrari  | 1:45.042    | 1:44.261    | 1:46.244 | 6          |
| 8   | 12 | Timo Glock           | Toyota                | 1:45.184    | 1:44.441    | 1:46.328 | 7          |
| 9   | 7  | Nico Rosberg         | Williams - Toyota     | 1:45.103    | 1:44.429    | 1:46.611 | 8          |
| 10  | 8  | Kazuki Nakajima      | Williams - Toyota     | 1:45.127    | 1:44.826    | 1:47.547 | 10         |
| 11  | 11 | Jarno Trulli         | Toyota                | 1:45.642    | 1:45.038    |          | 11         |
| 12  | 16 | Jenson Button        | Honda                 | 1:45.660    | 1:45.133    |          | 12         |
| 13  | 10 | Mark Webber          | Red Bull - Renault    | 1:45.493    | 1:45.212    |          | 13         |
| 14  | 9  | David Coulthard      | Red Bull - Renault    | 1:46.028    | 1:45.298    |          | 14         |
| 15  | 5  | Fernando Alonso      | Renault               | 1:44.971    | Sense temps |          | 15         |
| 16  | 6  | Nelson Piquet Jr.    | Renault               | 1:46.037    |             |          | 16         |
| 17  | 14 | Sébastien Bourdais   | Toro Rosso - Ferrari  | 1:46.389    |             |          | 17         |
| 18  | 17 | Rubens Barrichello   | Honda                 | 1:46.583    |             |          | 18         |
| 19  | 20 | Adrian Sutil         | Force India - Ferrari | 1:47.940    |             |          | 19         |
| 20  | 21 | Giancarlo Fisichella | Force India - Ferrari | Sense temps |             |          | 20 **      |

## Cursa
| Pos | No | Pilot                | Constructor           | Voltes | Temps / Retirada  | Graella | Punts |
| --- | -- | -------------------- | --------------------- | ------ | ----------------- | ------- | ----- |
| 1   | 5  | Fernando Alonso      | Renault               | 61     | 1:57:16.304       | 15      | 10    |
| 2   | 7  | Nico Rosberg         | Williams - Toyota     | 61     | + 2.957 s         | 8       | 8     |
| 3   | 22 | Lewis Hamilton       | McLaren - Mercedes    | 61     | + 5.917 s         | 2       | 6     |
| 4   | 12 | Timo Glock           | Toyota                | 61     | + 8.155 s         | 7       | 5     |
| 5   | 15 | Sebastian Vettel     | Toro Rosso - Ferrari  | 61     | + 10.268 s        | 6       | 4     |
| 6   | 3  | Nick Heidfeld        | BMW Sauber            | 61     | + 11.101 s        | 9       | 3     |
| 7   | 9  | David Coulthard      | Red Bull - Renault    | 61     | + 16.387 s        | 14      | 2     |
| 8   | 8  | Kazuki Nakajima      | Williams - Toyota     | 61     | + 18.489 s        | 10      | 1     |
| 9   | 16 | Jenson Button        | Honda                 | 61     | + 19.885 s        | 12      |       |
| 10  | 23 | Heikki Kovalainen    | McLaren - Mercedes    | 61     | + 26.902 s        | 5       |       |
| 11  | 4  | Robert Kubica        | BMW Sauber            | 61     | + 27.975 s        | 4       |       |
| 12  | 14 | Sébastien Bourdais   | Toro Rosso - Ferrari  | 61     | + 29.432 s        | 17      |       |
| 13  | 2  | Felipe Massa         | Ferrari               | 61     | + 35.170 s        | 1       |       |
| 14  | 21 | Giancarlo Fisichella | Force India - Ferrari | 61     | + 43.571 s        | 20      |       |
| 15  | 1  | Kimi Räikkönen       | Ferrari               | 57     | Accident (a 4 v.) | 3       |       |
| Ret | 11 | Jarno Trulli         | Toyota                | 50     | Hidràulics        | 11      |       |
| Ret | 20 | Adrian Sutil         | Force India - Ferrari | 49     | Accident          | 19      |       |
| Ret | 10 | Mark Webber          | Red Bull - Renault    | 29     | Caixa canvi       | 13      |       |
| Ret | 17 | Rubens Barrichello   | Honda                 | 14     | Part mecànica     | 18      |       |
| Ret | 6  | Nelson Piquet Jr.    | Renault               | 13     | Accident          | 16      |       |

- El pilot Felipe Massa va ser penalitzat amb un drive-through -és a dir, entrar al carril de box i tornar-ne a sortir-, a causa d'una sortida "perillosa" (qualificada així pels comissaris) d'una provisió de combustible.
- Els pilots Nico Rosberg i Robert Kubica van ser penalitzats amb un stop-and-go -és a dir, entrar al carril de box, aturar-se 10 segons i tornar-ne a sortir-, pel fet d'haver entrat als boxes quan estaven tancats. El motiu del tancament era que acabava de sortir del cotxe de seguretat a la pista.

## Altres
- Volta ràpida: Kimi Räikkönen 1'45.599 (Volta 14)

- Pole: Felipe Massa 1: 44. 801

| Anterior G.P.: Gran Premi d'Itàlia del 2008 | FIA 2008 Fórmula 1 Campionat mundial | Següent G.P.: Gran Premi del Japó del 2008    |
| Anterior G.P.: No hi ha GP anterior         | Gran Premi de Singapur               | Següent G.P.: Gran Premi de Singapur del 2009 |